# Selezioni giovanili della nazionale maschile di pallacanestro di Andorra
Le selezioni giovanili della nazionale maschile di pallacanestro di Andorra sono gestite dalla Federazione cestistica di Andorra e partecipano ai tornei cestistici internazionali maschili, per squadre nazionali, limitatamente a specifiche classi d'età.

## Under-18
Rappresenta i migliori giocatori di nazionalità andorrana di età non superiore ai 18 anni. Partecipa a tutte le manifestazioni internazionali giovanili di pallacanestro per nazioni gestite dalla FIBA.
Nel corso degli anni questa selezione ha subito alcuni cambiamenti nel nome, dovuti agli adeguamenti nelle normative della FIBA in fatto di classificazione delle categorie giovanili.
Agli inizi la denominazione originaria era Nazionale Cadetti, in quanto la FIBA classificava le fasce di età dai 16 ai 18 anni con la denominazione "cadetti". Dal 2000, la FIBA ha modificato il tutto, equiparando sotto la dicitura under 18, sia denominazione che fasce di età. Da allora la selezione ha preso il nome attuale.

### Piazzamenti
Fino ad adesso, ha partecipato agli Europei di Division C.

## Under-16
Rappresenta i migliori giocatori di nazionalità andorrana di età non superiore ai 16 anni. Partecipa a tutte le manifestazioni internazionali giovanili di pallacanestro per nazioni gestite dalla FIBA.
Nel corso degli anni questa selezione ha subito alcuni cambiamenti nel nome, dovuti agli adeguamenti nelle normative della FIBA in fatto di classificazione delle categorie giovanili.
Agli inizi la denominazione originaria era Nazionale Allievi, in quanto la FIBA classificava le fasce di età dai 16 ai 18 anni con la denominazione "allievi". Dal 2000, la FIBA ha modificato il tutto, equiparando sotto la dicitura under 18, sia denominazione che fasce di età. Da allora la selezione ha preso il nome attuale.

### Piazzamenti
Fino ad adesso, ha partecipato agli Europei di Division C.